# Арабський світ

Зеленим позначені країни, де тільки арабська мова є офіційною, синім позначені країни, де поряд з іншими мовами арабська є також офіційною.

Арабським світом (араб. العالم العربي / ISO 233: al-ʻālam al-ʻarabi) прийнято узагальнено називати арабські країни Близького Сходу та Північної Африки, а також ті країни, що входять до Ліги арабських держав та мають арабську мову у статусі офіційної мови. Арабський світ складається з 22 країн і містить близько 360 млн осіб.
Сьогодні арабський світ переважно має автократичні режими та низький рівень демократичних свобод. У кінці 2010 — початку 2011 по країнах арабського світу прокотилась хвиля протестів з вимогами економічних та демократичних перетворень.

## Країни
Нижче наведений список країн, які прийнято включати до арабського світу.
| Країна            | Територія (км²) | Населення осіб | Столиця    |
| Алжир             | 2 382 741       | 33 769 668     | Алжир      |
| Бахрейн           | 695             | 718 321        | Манама     |
| Джибуті           | 22 000          | 476 703        | Джибуті    |
| Єгипет            | 997 739         | 81 713 520     | Каїр       |
| Ємен              | 536 869         | 23 013 376     | Сана       |
| Йорданія          | 97 740          | 6 173 579      | Амман      |
| Ірак              | 435 317         | 28 221 180     | Багдад     |
| Катар             | 11 437          | 824 789        | Доха       |
| Коморські Острови | 2 170           | 798 000        | Мороні     |
| Кувейт            | 17 818          | 2 596 799      | Ель-Кувейт |
| Ліван             | 10 452          | 3 971 941      | Бейрут     |
| Лівія             | 1 775 500       | 6 173 579      | Триполі    |
| Мавританія        | 1 030 700       | 3 364 940      | Нуакшот    |
| Марокко           | 458 730         | 34 343 220     | Рабат      |
| ОАЕ               | 77 700          | 4 621 399      | Абу-Дабі   |
| Оман              | 212 457         | 3 311 640      | Маскат     |
| Палестина         | 6 257           | 3 907 883      |            |
| Саудівська Аравія | 1 960 582       | 28 146 656     | Ер-Ріяд    |
| Сирія             | 185 180         | 19 747 586     | Дамаск     |
| Сомалі            | 637 657         | 9 800 000      | Могадішо   |
| Судан             | 2 505 813       | 38 114 160     | Хартум     |
| Туніс             | 163 610         | 10 383 577     | Туніс      |